# Conservazione in situ
La conservazione in situ significa "conservare nel proprio ambiente". Si tratta della protezione di una specie a rischio di estinzione (pianta o animale) nel suo habitat naturale, con o senza proteggere o decontaminare l'habitat in quanto tale o difendere la specie o varietà dai suoi predatori.
In agricoltura le tecniche di conservazione in situ realizzano in modo effettivo il miglioramento, mantenimento e utilizzazione delle varietà tradizionali o native delle colture agricole. Queste metodologie integrano i risultati della ricerca scientifica con l'esperienza e il lavoro di campo degli agricoltori.
Per prima cosa, le accessioni di una varietà conservata in una banca del germoplasma e/o quelle della stessa varietà moltiplicata dagli agricoltori sono valutate insieme nei campi dei produttori (ossia nel loro habitat di provenienza) e in laboratorio, essendo sottoposte a differenti situazioni e condizioni di stress. In questo modo si accrescono le conoscenze scientifiche sulle caratteristiche produttive delle varietà native. In seguito, le accessioni superiori sono incrociate / miscelate e moltiplicate in condizioni replicabili. Infine, queste accessioni migliorate sono fornite agli agricoltori. Costoro pertanto acquisiscono la possibilità di coltivare selezioni migliorate delle loro stesse varietà, invece di sostituirle con quelle commerciali o di abbandonare la loro coltivazione.
Questa metodologia di conservazione della biodiversità agricola è più efficace nelle zone marginali, nelle quali la coltivazione delle varietà commerciali è poco redditizia, a causa delle limitazioni imposte dal clima e dalla fertilità del suolo. O laddove le caratteristiche organolettiche delle varietà tradizionali compensano la loro minore produttività.